# Raichur (huyện)
Huyện Raichur là một huyện thuộc bang Karnataka, Ấn Độ. Thủ phủ huyện Raichur đóng ở Raichur. Huyện Raichur có diện tích 6839 ki lô mét vuông. Đến thời điểm năm 2001, huyện Raichur có dân số 1648212 người.